# Episodi di Supernoobs (terza stagione)
La terza stagione di Supernoobs è andata in onda in Canada dal 24 novembre 2018 al 7 febbraio 2019 su Nickelodeon e Teletoon.
In Italia è inedita.
| N° | Titolo originale                | Data di prima visione |
| -- | ------------------------------- | --------------------- |
| 1  | Noobs 4 Mayor                   | 24 novembre 2018      |
| 2  | Fluper Noobs                    | 28 novembre 2018      |
| 3  | Cave Noobs                      | 30 novembre 2018      |
| 4  | Beam Me Up, Nooby               | 5 dicembre 2018       |
| 5  | Noob Raider                     | 12 dicembre 2018      |
| 6  | Get Your License Re-Noobed      | 14 dicembre 2018      |
| 7  | 20,000 Noobs Under the Sea      | 14 dicembre 2018      |
| 8  | Noobing Down the House          | 19 dicembre 2018      |
| 9  | Grandma Noob                    | 21 dicembre 2018      |
| 10 | Noobs' Day Off                  | 28 dicembre 2018      |
| 11 | The Last Noobs on the Earth     | 31 dicembre 2018      |
| 12 | Space Family Noobinson          | 31 dicembre 2018      |
| 13 | Electric Avenoob                | 1º gennaio 2019       |
| 14 | The Green Noob                  | 2 gennaio 2019        |
| 15 | The Noobs vs the Bookworm       | 3 gennaio 2019        |
| 16 | The Noob Watchman               | 4 gennaio 2019        |
| 17 | Noobankaum                      | 7 gennaio 2019        |
| 18 | When We Were Noobs              | 10 gennaio 2019       |
| 19 | Much ANoob About Nothing        | 14 gennaio 2019       |
| 20 | The League of Noob Doominators  | 17 gennaio 2019       |
| 21 | Noobs Just Wanna Have Fun       | 21 gennaio 2019       |
| 22 | N-O-O-B Spells Noob             | 24 gennaio 2019       |
| 23 | The Good, the Bad and the Nooby | 28 gennaio 2019       |
| 24 | Noob Dunnit!                    | 31 gennaio 2019       |
| 25 | Noob and the Improved           | 4 febbraio 2019       |
| 26 | Pie-Ramid Pizza with Extra Noob | 7 febbraio 2019       |